# Литвинов, Сергей Александрович
Литвинов Сергей Александрович (15 августа 1925 года — 19 ноября 2003 года) — советский живописец, Заслуженный художник РБ (1997). Член Союза художников РСФСР (1970).

## Биография
Литвинов Сергей Александрович родился 15 августа 1925 года в с. Карташёво Сибирского края. Отец работал изыскателем на золотых приисках. В 1940 году семья переехала на Урал. Отец погиб на фронте в начале войны, а Сергей ещё в юном возрасте потерял ногу.
В 1949 году окончил Свердловский строительный техникум. По окончании техникума до 1964 года работал архитектором по проектированию промышленного и гражданского строительства (в СПБ-5) в Уфе.
В 1960-х — 1980-х годах работал художником Башкирского творческо-производственного комбината, где занимался декоративным оформлением общественных зданий в Уфе: Дворца УМЗ, Дворца спорта, Уфимского энергетического техникума, бассейна «Нефтяник», Башкирского драматического театра, Дома профсоюзов и др.
Технике живописи учился в черниковской изостудии в Доме культуры им. Калинина (педагог Г. В. Огородов). Писал стихи, вел дневниковые записи. Написал книгу «Полёт шмеля».
Работы художника находятся в коллекциях Башкирского государственного художественного музея («Уральская сказка» (1963), «Дед Урал» (1966), «Полет шмеля» (1968), пейзажи: «Каменные россыпи» (1960), «В травах» (1980), «Звезда упала» (1984), натюрморты: «Натюрморт с дичью» (1957), «Божница матери» (1970), «Натюрморт с крыльями» (1984), сюжетные работы: «Марийский погост» (1961), «Башкирский двор» (1976), «Родительский день» (1985), «Благовест» (1989)), Уфимской художественной галерее, Министерстве культуры РСФСР, в частных собраниях в России и за рубежом.

## Выставки
Литвинов Сергей Александрович — участник художественных выставок с 1959 года.
С 1967 года Литвинов — участник зональных выставок станковой живописи «Урал социалистический» в Перми (1967), Челябинске (1969), Уфе (1974), Тюмени (1979), Свердловске (1985), Кургане (1991) и Уфе (1997).
Персональные выставки проходили в Уфе в 1997, 2002, 2005 годах.

## Основные работы
Пейзажи («В горах Урала», «Ночной Айгир», «Ночью под Уфой»)
Натюрморты («Натюрморт с купавницами», «Натюрморт с крыльями»)
Жанровые работы («Русская изба», «Башкирский двор», «Родительский день», «Благовест»)
Картины по мотивам сказок П.Бажова («Дед Урал», «Хозяйка медной горы», «Данила-мастер», «Каменный цветок», «Золотой полоз», «Огневушка-поскакушка»).

## Награды и звания
Заслуженный художник Республики Башкортостан (1997)